# St.-Andreas-Bobola-Kirche (Wojciechy)
Die St.-Andreas-Bobola-Kirche in Wojciechy ist ein Bauwerk aus der Mitte des 14. Jahrhunderts. Von der Reformation bis 1945 diente sie als Pfarrkirche für das evangelische Kirchspiel Albrechtsdorf in Ostpreußen, wurde danach Gotteshaus der römisch-katholischen Pfarrei Wojciechy in der polnischen Woiwodschaft Ermland-Masuren.

## Geographische Lage
Wojciechy liegt im nördlichen Westen der Woiwodschaft Ermland-Masuren im Süden des Städtedreiecks Bagrationowsk (Preußisch Eylau), Górowo Iławeckie (Landsberg) und Bartoszyce (Bartenstein). Durch den Ort verläuft die Woiwodschaftsstraße 512.
Die Kirche steht in der Ortsmitte auf der östlichen Seite der Straße nach Barciszewo (Bartelsdorf).

## Kirchengebäude
Ein Kirchengebäude hat es in Albrechtsdorf bereits im 14. Jahrhundert gegeben. Es könnte sich dabei um einen schlichten Holzbau gehandelt haben, der im Zeitraum zwischen 1335 und 1362 errichtet wurde. Im Laufe der nächsten beiden Jahrhunderte entstand – wohl auf den Grundmauern der alten Kirche – das aus Feldsteinen gemauerte Gotteshaus so wie es heute erscheint: ein chorloser verputzter Bau mit einem oben in Holz ausgeführten Westturm, der im Laufe der Jahrhunderte – so in den Jahren 1655, 1658, 1818 und zwischen 1700 und 1850 – mehrfach umgebaut oder gar neu errichtet wurde. Im Jahre 1656 erhielt der Bau einen dreiseitigen Schluss. Laut Wetterfahne kam 1720 die Eingangshalle auf der Südseite des Kirchenschiffs hinzu. Auf dem Turm mit Pyramidendach nennt die Wetterfahne die Jahreszahl 1751. Von 1869 stammt die Sakristei.

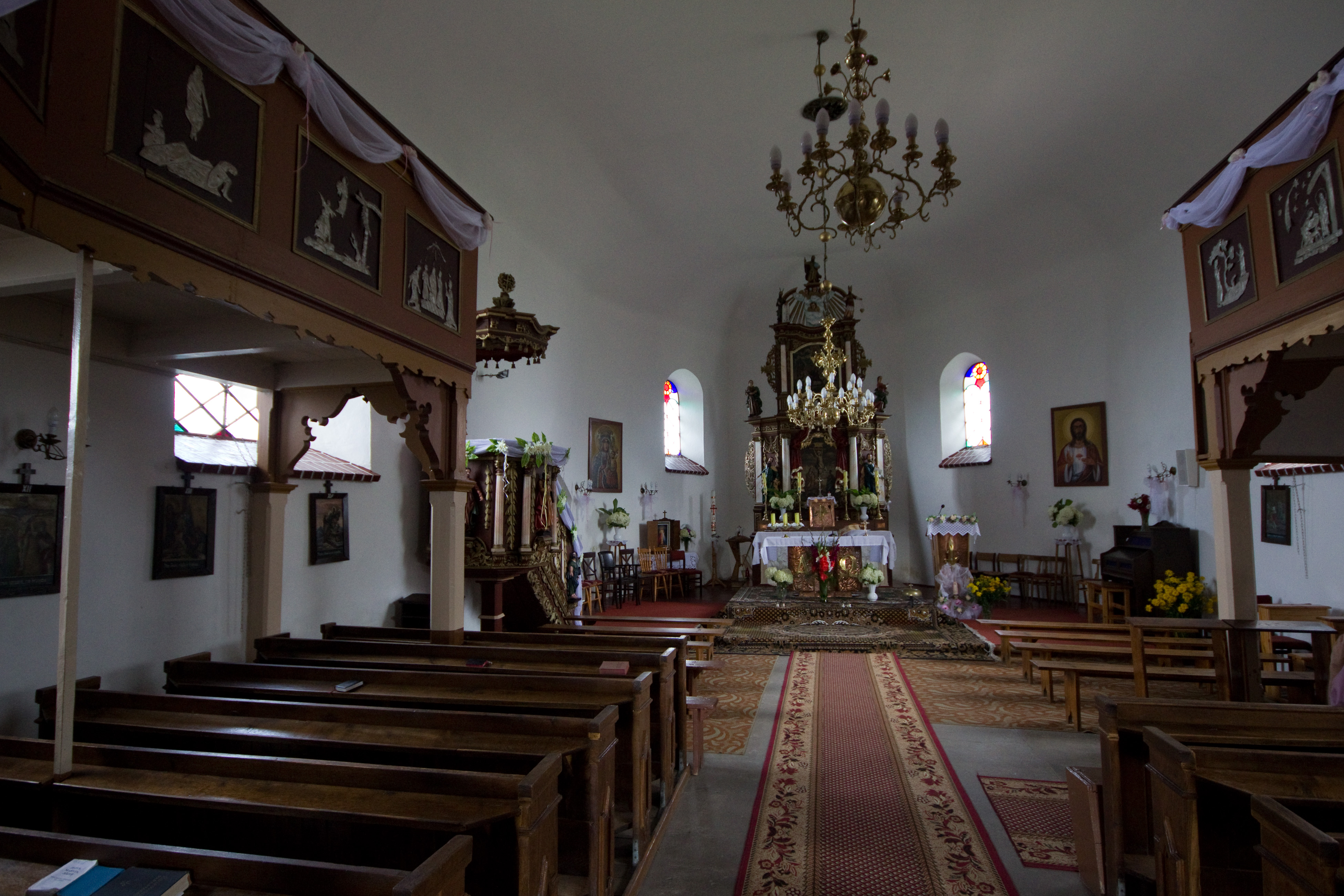
Innenraum der Kirche

Den Kircheninnenraum überspannt eine flache, ursprünglich bemalte Decke. Der Altar von 1725 wurde 1787 staffiert. Er zeigt im Hauptgeschoss die vier Evangelisten, und als Bekrönung die Gestalten Gottvater sowie Mose und Aaron. Aus derselben Werkstatt wie der Altar stammt wohl die geschnitzte Kanzel von 1735 mit den Prophetengestalten, und auch der Beichtstuhl aus demselben Jahr.
Die Orgel von 1877 ist ein Werk des Elbinger Orgelbaumeisters August Terletzki. Am Patronatsgestühl fanden sich Wappen der Patronatsfamilien von Lehndorff, von Tettau (-Tolks) und von Kreytzen.
Die Albrechtsdorfer Kirche wurde bis 1945 als evangelisches Gotteshaus genutzt. Danach wurde sie baulich an die veränderten liturgischen Bräuche der römisch-katholischen Kirche angepasst, deren Pfarrei Wojciechy hier 1962 errichtet und die Kirche dem Hl. Andreas Bobola gewidmet wurde.

## Evangelische Kirchengemeinde

### Kirchengeschichte
Die Reformation fasste in Ostpreußen in den 1520er Jahren Fuß. So wird es auch in Albrechtsdorf gewesen sein, dessen Kirche aber zunächst noch von Geistlichen aus den Nachbarorten betreut wurde. Der erste evangelische Ortspfarrer war wohl Gregorius Braun, der 1577 an der Pfarrkirche hier seinen Dienst aufnahm.
Das adlige Dorf war lange Jahre der Inspektion Peisten (polnisch Piasty Wielkie) zugeordnet. Zuletzt gehörte es zum Superintendenturbezirk Landsberg (polnisch Górowo Iławeckie) im Kirchenkreis Preußisch Eylau (heute russisch Bagrationowsk) der Kirchenprovinz Ostpreußen in der Kirche der Altpreußischen Union.
Im Jahre 1925 zählte des acht Orte umfassende Kirchspiel Albrechtsdorf insgesamt 1.227 Gemeindeglieder.
Flucht und Vertreibung der einheimischen Bevölkerung setzten 1945 dem Kirchenleben im Kirchspiel Albrechtsdorf ein Ende. Hier heute wieder lebende evangelische Kirchenglieder gehören zur Kirchengemeinde in Bartoszyce (Bartenstein), einer Filialgemeinde der Johanneskirche in Kętrzyn (Rastenburg) in der Diözese Masuren der Evangelisch-Augsburgischen Kirche in Polen.

### Kirchspielorte
Zum evangelischen Kirchspiel Albrechtsdorf gehörten bis 1945 acht Orte:
| Deutscher Name                 | Polnischer Name |
| ------------------------------ | --------------- |
| * Albrechtsdorf                | Wojciechy       |
| Bandels 1928–1945 Bandels-Sand | Bądle           |
| Bartelsdorf                    | Barciszewo      |
| Kobbelbude (Kreis Pr. Eylau)   | (Kobyla Buda)   |
| Marguhnen                      | Merguny         |
| Sand 1928–1945 Bandels-Sand    | Piasek          |
| Suiken                         |                 |
| * Tappelkeim                   | Tapilkajmy      |

### Pfarrer
An der Pfarrkirche Albrechtsdorf amtierten bis 1945 al evangelische Geistliche die Pfarrer:
- Gregorius Braun, ab 1577
- Matthias Bienwald, 1579–1588
- Melchior Gans, 1588–1604
- Michael Breuer, 1608–1618
- Michael (Petrus?) Storpeius, 1618–1647?
- Johann Treptau, 1647–1699
- Johann Albrecht Schnell, 1700–1736
- Johann Reinhard Schumacher, 1737–1762
- Valentin Lindekam, 1762–1801
- Ernst Gottlieb Keber, 1801–1807
- Johann Fr. Gustav Boehmer, 1808–1822
- Theodor Wilhelom Sinogowitz, 1822–1842
- Friedrich Hermann Wenetzki, 1842–1857
- Leopold Götz, 1858–1860
- Gustav Eduard Sperling, 1860–1873
- Hermann Gustav Em. Böhmer, 1874–1880
- Ferdinand Ludwig May, 1883–1891
- Friedrich Wilhelm Hermoneit, 1891–1928
- Martin Grunwald, 1929–1931
- Gerhard Müller, 1932–1945

### Kirchenbücher
Folgende Kirchenbücher des Albrechtsdorfer Kirchspiels sind vorhanden und werden bei der Deutschen Zentralstelle für Genealogie (DZfG) in Leipzig aufbewahrt:
- Taufen: 1700 bis 1737 und 1797 bis 1874
- Trauungen: 1702 bis 1737 und 1796 bis 1874
- Begräbnisse: 1700 bis 1725 und 1797 bis 1874.

## Römisch-katholische Pfarrei
Vor 1945 war Albrechtsdorf ohne ein römisch-katholisches Gotteshaus. Die Pfarrkirche stand in der Stadt Landsberg (polnisch Górowo Iławeckie) im damaligen Bistum Ermland.
Nach 1945 stand die Albrechtsdorfer Kirche der römisch-katholischen Kirche in Wojciechy zur Nutzung frei. Sie errichtete hier 1962 eine eigene Pfarrei. und übernahm das Gotteshaus als Pfarrkirche, die sie dem Patronat des Hl. Andreas Bobola anvertraute. Seit 1992 gehört sie zum Erzbistum Ermland, nun auch im Dekanat Górowo Iławeckie (Landsberg).